# Jakob Friedrich Beseler
Jakob Friedrich Beseler (* 6. November 1790 in Rendsburg; † 11. November 1876 ebenda) war ein deutscher Glockengießer.

## Leben und Wirken
Jakob Friedrich Beseler war ein Sohn von Barthold Jonas Beseler dem Jüngeren und dessen Ehefrau Anna Elisabeth Dose. Der Großvater Barthold Jonas Beseler der Ältere hatte 1758 in einer in Rendsburg selbstgegründeten Hütte erstmals Glocken gegossen. Der Vater sowie später der Sohn Barthold Christian Beseler hatten die Geschäfte fortgeführt.
Jakob Friedrich Beseler machte eine Ausbildung zum Glockengießer und trat danach in das königlich dänische Artilleriekorps ein, wo er zum Commandiersergeant aufstieg. Am 27. April 1811 heiratete er in erster Ehe Dorothea Elisabeth Margarethe Blom (* 6. November 1790), die 1830 starb.
Nachdem sein Bruder Barthold Christian 1821 verstorben war, führte Jakob Friedrich die Geschäfte der Glockengießerfamilie Beseler fort. Am 19. Oktober 1822 bekam er das königlich dänische Privileg zum Guss von Glocken und Geschützen verliehen. Am 10. Juni 1832 heiratete er in zweiter Ehe Dorothea Christina, verwitwete Hansen, geborene Vogt.
Nachdem er die Hütte übernommen hatte, schloss sich Jakob Friedrich Beseler dem bürgerlichen Artilleriekorps an. Von 1840 bis 1846, als das Korps aufgelöst wurde, diente er als Major und Höchstkommandierender. Nach dem Ausbruch des gegen Dänemark geführten Krieges beauftragte der Prinz von Noer Jakob Friedrich Beseler, ein bürgerliches Artilleriekorps zusammenzustellen und übertrug ihm dessen Kommando.
1851 eröffnete Beseler eine zweite Hütte in der Carlshütte. Aufgrund der Lage nördlich der Eider konnte er somit Glocken für den Bereich Schleswig Gießen, ohne die dänischen Zollauflagen erfüllen zu müssen. Die Leitung dieser Hütte übertrug er 1851 seinem Sohn aus erster Ehe, Barthold Heinrich Michael Beseler. 1871 gab er seine Hütten auf. Damit endete die Tradition der Rendsburger Glockengießer.
Beseler gehörte der Neuwerker Schützengilde an und fungierte dort für einige Zeit als Ältermann und Major. Er hinterließ insgesamt zwölf Kinder.